# Mas de las Matas
Mas de las Matas (aragónul: Lo Mas de las Matas, katalánul: Lo Mas de les Mates) település Spanyolországban, Teruel tartományban. Mas de las Matas Alcorisa, Aguaviva, La Ginebrosa és Castellote községekkel határos. Lakosainak száma 1225 fő (2024).

## Népesség
A település népessége az utóbbi években az alábbiak szerint változott:
| Lakosok száma | 1469 | 1446 | 1462 | 1436 | 1360 | 1324 | 1270 | 1262 | 1255 | 1225 |
|               | 2001 | 2004 | 2007 | 2009 | 2012 | 2014 | 2017 | 2019 | 2022 | 2024 |